# Sabbioni
Sabbioni è una frazione di Ferrara di 325 abitanti, facente parte della Circoscrizione 3.
Il toponimo si riferisce alla costituzione sabbiosa dei terreni sui quali il paese si è sviluppato, un tempo legati alle terre di riporto del Po di Venezia dopo la rotta di Ficarolo del 1152.
Sebbene sprovvisto della parrocchia, il borgo è legato alla vicina Chiesa parrocchiale di Pescara, perché detto Sabbioni di Pescara. 
Il paese si sviluppa lungo la strada principale che si dipana da Francolino e conta poche case, comprese tra le vicine località di Pescara e Fossadalbero.